# Durmitor
Durmitor (phát âm [durmǐtɔr] or [dǔrmitɔr]) là một khối núi nằm ở phía tây bắc Montenegro. Nó là một phần của dãy núi Dinaric Alps. Đỉnh cao nhất là Bobotov Kuk cao 2.523 mét. Khối núi này được giới hạn bởi Hẻm núi Sông Tara ở phía bắc, hẻm núi sông Piva ở phía tây,  sông Komarnica ở phía nam. Phía đông của Durmitor là một cao nguyên mở nằm ở độ cao 1.500 m (4.921 ft) được gọi là Jezerska Površ (Cao nguyên Các hồ). Xa hơn về phía đông của cao nguyên này là dãy núi Sinjajevina. Phần lớn Durmitor nằm trong khu vực đô thị Žabljak. Khối núi được lấy tên để đặt cho vườn quốc gia, một Di sản thế giới được UNESCO công nhận từ năm 1980.

## Tên
Tên Durmitor có lẽ bắt nguồn từ Nhóm ngôn ngữ Rôman-Vlach có nghĩa là "nơi ngủ". Có những ngọn núi có tên tương tự như Núi Visitor  ( visător , "người mơ mộng"), Cipitor ( aipitor , "người ngủ") trên khắp Nam Tư cũ.

## Vườn quốc gia
Vườn quốc gia Durmitor được thành lập năm 1952 bao gồm khối núi Durmitor, các hẻm núi của sông Tara, Sušica và Draga và phần cao của hẻm núi cao nguyên Komarnica, có diện tích là 390 km². Đây là khu vực được bảo vệ lớn nhất ở Montenegro và nó đã được đưa vào danh sách di sản thế giới từ năm 1980. Với chiều dài 80 km và sâu 1.300 mét, Hẻm núi Sông Tara trong vườn quốc gia là hẻm núi sâu nhất châu Âu.

## Du lịch
Núi Durmitor là trung tâm của ngành du lịch núi ở Montenegro. Các tiện nghi du lịch tập trung chung quanh thành phố Žabljak. Các hoạt động du lịch chủ yếu trong mùa đông tại Durmitor là trượt tuyết và lướt ván trên tuyết (snowboarding). Các hoạt động trong mùa hè là leo núi và du lịch giải trí. Một trong các điểm hấp dẫn nhất ở núi Durmitor là 18 hồ đóng băng, trong đó hồ nổi tiếng nhất là hồ Crno.

## Bản đồ
- Map server www.topomaps.eu Lưu trữ 2008-12-12 tại Wayback Machine - Many topographic maps - recommended!
- Map Geokarta Beograd 1986[liên kết hỏng] with Ozi explorer calibration Durmitor.map[liên kết hỏng]. More information on travel.valek.net website